# جايسون لاوندز
جايسون لاوندز (بالإنجليزية: Jason Lowndes)‏ (و. 1994 – 2017 م) هو دراج أسترالي، ولد في كالغورلي، مركز لعبه هو عداء دراجات ‏، توفي في بنديجو، عن عمر يناهز 23 عاماً، بسبب حادث دراجة هوائية ‏.

## التصنيف
| السنة     | 2015 | 2016 | 2017 |
| --------- | ---- | ---- | ---- |
| عالمي     |      | 810  | 1941 |
| أوروبا    | -    | -    | 1434 |
| آسيا      | -    | 112  | 411  |
| أمريكا    | 137  | 532  | -    |
|           |      |      |      |
| مصدر: UCI |      |      |      |

## سجل الفوز

### سباقات أو مراحل فاز بها
| التاريخ       | السباق           | المركز                 |
| ------------- | ---------------- | ---------------------- |
| 08 يوليو 2017 | طواف النمسا 2017 | الخامس في تصنيف النقاط |